# جان فرنسوا دو غوندي
جان فرنسوا دو غوندي (بالفرنسية: Jean-François de Gondi) ولد عام 1584م وتوفي في 21 مارس 1654م وكان أول رئيس لأساقفة باريس في فترة 1622-1654.

## نشأته
ينحدر جان فرانسوا بول دى جوندى من عائلة كبيرة من اصل إيطالى جاءت من إيطاليا إلى فرنسا بصحبة الملكة كاترين دى ميديسيس. حصل على تعليم جيد جداً[بحاجة لدقة أكثر]حيث ان أسرتة كانت تهيئة للعمل بالكنيسة ولكنة كان يفضل منذ صغرة العمل السياسى ويهوى المؤامرات السياسية. قارئ جيد وبالأخص لكل كتابات سالوست وبلوتارك، قام وهو بالخامسة والعشرين بكتابة نص تاريخي (مؤامرة الكونت جان-لوي دي فيسك)(بالفرنسية:  La conjuration du comte Jean-Louis de Fiesque)‏ الذي يهاجم من خلالة وبشكل غير مباشر السلطة الفرنسية المستبدة والتي تتجسد بشكل خاص في رئيس الوزراء الفرنسي ريشوليو.
بدأ كتابة مذكراتة عام 1675 وهو في المنفى.نشرت هذة المذكرات بعد عام من وفاتة ويتكلم فيها عن ميلادة، نشأتة ومغمراتة العاطفية كما يتكلم أيضا عن الدور الأساسي الذي لعبة في محاولة قلب نظام الحكم وعن قصة نفية وسجنة وهروبة.

## حياتة العملية
في عام 1643، بعد وفاة الملك لويس الثالث عشر، تم تعيين جان فرانسوا بول دى جوندى كنائب لخالة رئيس الاساقفة في باريس. وفي فترة صغيرة نجح في الحصول على شعبية واسعة بفضل فصاحتة وكرمة على الفقراء وعلاقاتة الواسعة بالنبلاء.
- جان فرنسوا دو غوندي على موقع الموسوعة البريطانية (الإنجليزية)

1. ↑  Bertiere, André, Le cardinal de Retz mémorialiste، Klincksieck,1977